# Мактаггарт, Оливия
Оливия Мактаггарт (англ. Olivia McTaggart; род. 9 января 2000 года, Саутпорт) — новозеландская легкоатлетка, специализирующаяся в прыжках с шестом. Чемпионка Океании 2022 года. Серебряный призёр чемпионата Океании 2019 года. Двукратная чемпионка Новой Зеландии (2019, 2022).

## Биография
Родилась 9 января 2000 года в Саутпорте, Квинсленд, Австралия. Позже переехала со своей семьей в Гринхит в Окленде, Новая Зеландия. Училась в школе Кристин.
Около 10 лет занималась спортивной гимнастикой. В 2014 году перешла в прыжки с шестом.
В 2017 году побила рекорд Новой Зеландии среди девушек до 17 лет, ранее принадлежавший Элизе Маккартни.
В 2018 году начала выступать в крупных международных соревнованиях. В 2019 году стала серебряным призёром чемпионата Океании, а в 2022 году — победила на нём.

## Основные результаты
| Год  | Соревнования                 | Место проведения          | Место    | Результат |
| ---- | ---------------------------- | ------------------------- | -------- | --------- |
| 2018 | Чемпионат мира среди юниоров | Тампере, Финляндия        | 5        | 4,30 м    |
| 2018 | Игры Содружества             | Голд-Кост, Австралия      | 9        | 4,30 м    |
| 2019 | Чемпионат Океании            | Таунсвилл, Австралия      | 2        | 4,25 м    |
| 2019 | Универсиада                  | Неаполь, Италия           | 4        | 4,31 м    |
| 2022 | Чемпионат мира в помещении   | Белград, Сербия           | 6        | 4,60 м    |
| 2022 | Чемпионат Океании            | Маккай, Австралия         | 1        | 4,50 м    |
| 2022 | Чемпионат мира               | Юджин, США                | 14       | NM        |
| 2022 | Игры Содружества             | Бирмингем, Великобритания | 4        | 4,45 м    |
| 2023 | Чемпионат мира               | Будапешт, Венгрия         | 24 (кв.) | 4,35 м    |